# Rory O'More
Rory O'More è un cortometraggio muto del 1911 diretto da Sidney Olcott e da Robert G. Vignola, qui ai suoi esordi nella regia.
Prodotto dalla Kalem Company, il film - girato in Irlanda a Beaufort nella contea di Kerry - è interpretato da Jack J. Clark, Gene Gauntier e Robert G. Vignola. L'attrice, conosciuta anche come la Kalem Girl, sceneggiò il film, adattando per lo schermo il romanzo omonimo di Samuel Lover.

## Trama
Rory O'More è un ribelle irlandese. Nel 1798, aiutato dalla fidanzata, si rifugia sulle montagne per sfuggire ai soldati inglesi. Denunciato da un informatore, viene arrestato, giudicato e condannato all'impiccagione. Un prete coraggioso, che paga con la vita il suo gesto, lo salva all'ultimo momento dal patibolo. Rory riesce a fuggire, partendo insieme alla fidanzata e a sua madre per gli Stati Uniti.

## Produzione
Prodotto dalla Kalem Company, il film fu girato in Irlanda a Beaufort, nella contea di Kerry.

## Distribuzione
Il film - un cortometraggio in una bobina - uscì nelle sale il 4 settembre 1911, distribuito dalla General Film Company. In Irlanda, dove il film era stato girato, fu presentato al Volta Electric Theatre di Dublino e a Parigi il 23 novembre dello stesso anno. La pellicola venne distribuita negli Stati Uniti il 26 settembre 1914.
Un positivo della pellicola viene conservato negli archivi dell'Irish Film Archive of the Irish Film Institute che, nel 2011, lo ha distribuito in DVD inserito in un cofanetto dal titolo The O'Kalem Collection: 1910-1915 insieme ad altri filmati della Kalem girati in Irlanda e al documentario del 2011 Blazing the Trail: The O'Kalems in Ireland per un totale complessivo di 295 minuti. Il film, sempre in una versione incompleta, si trova conservato anche presso il National Film Archive di Londra.